# TNA Sacrifice
Impact Wrestling Sacrifice (anteriormente como TNA Sacrifice) es un evento pago por visión producido por la empresa de lucha libre profesional Total Nonstop Action Wrestling. Fue incorporado el 2005 es en el mes de agosto, pero es realizado anualmente en el mes de mayo. El 11 de enero de 2013, la TNA anunció un cambio en la programación de sus PPVs para reducir sus PPVs a cuatro, cancelando el evento. Sin embargo, en 2014 se anunció que regresaba como PPV.
En 2016, el nombre del evento se llevó a cabo como una edición especial de Impact! y la empresa la revivió como un especial mensual para Impact Plus en 2020.

## Resultados

### 2005
Sacrifice 2005 tuvo lugar el 14 de agosto del 2005 en Orlando, Florida.
- Dark match: Apolo & Sonny Siaki derrotaron a Mikey Batts & Jerrelle Clark.
  - Siaki cubrió a Batts después de una combinación de "Gorilla press slam / Cutter".
- Chris Sabin, Sonjay Dutt & Shark Boy derrotaron a The Diamonds in the Rough (Simon Diamond, David Young & Elix Skipper).
  - Sabin cubrió a Skipper con un "Small Package".
- Alex Shelley derrotó a Shocker.
  - Shelley cubrió a Shocker con un "Roll-up" ayudándose con las cuerdas.
- Abyss (c/James Mitchell) derrotó a Lance Hoyt.
  - Abyss cubrió a Hoyt después de un "Black Hole Slam".
- 3Live Kru (Konnan & Ron Killings) derrotaron a Monty Brown & Kip James (c/B.G James como Special Referre).
  - Konnan cubrió a James tras un "Facejam" después de que B.G. James le interceptara una silla Kip James y este le atacara.
- Christopher Daniels derrotó a Austin Aries.
  - Daniels cubrió a Aries después de un "Angel's Wings".
  - Aries fue seleccionado por los fanes.
  - Los otros participantes fueron Roderick Strong, Jay Lethal y Matt Sydal.
- Jerry Lynn derrotó a Sean Waltman.
  - Lynn cubrió a Waltman con un "Victory Roll".
  - Después de la lucha Waltman golpeó a Lynn hasta que Chris Sabin, Sonjay Dutt y Shark Boy lo ayudaron.
- Team Canada (Eric Young, Bobby Roode, A-1 & Petey Williams) (c/Coach D´Amore) derrotaron a America's Most Wanted (Chris Harris & James Storm) & The Naturals (Andy Douglas & Chase Stevens) (c/Jimmy Hart).
  - Roode cubrió a Stevens con un "Small Package".
- Samoa Joe derrotó a A.J. Styles ganando el TNA 2005 Super X Cup Tournament.
  - Joe forzó a Styles a rendirse con la "Coquina Clutch" ganando una oportunidad por el TNA X Division Championship.
- Jeff Jarrett & Rhino derrotaron a Raven & Sabu.
  - Rhino cubrió a Raven después de un "Gore" a través de una mesa que estaba en el esquinero.

### 2006
Sacrifice 2006 tuvo lugar el 14 de mayo del 2006 en Orlando, Florida.
- Jushin Liger (c/ Black Tiger IV, Minoru Tanaka y Hirooki Goto)) derrotó a Petey Williams (c/ Eric Young, Johnny Devine y Tyson Dux) en un World X Cup match.
  - Liger cubrió a Williams después de un "CTB".
- America's Most Wanted (Chris Harris & James Storm) derrotaron a A.J. Styles & Christopher Daniels reteniendo el Campeonato Mundial por Parejas de la NWA.
  - Harris cubrió a Styles después de golperarlo con un garrote que le entregó Gail Kim.
- Raven derrotó a A1 (c/Larry Zbyszko).
  - Rave cubrió a A1 después de un "Raven Effect DDT".
- Bobby Roode (c/Coach D´Amore) derrotó a Rhino.
  - Roode cubrió a Rhino después de un "Northern Lariat".
- The James Gang (Kip James & B.G. James) derrotaron a Team 3D (Brother Ray & Brother Devon).
  - B.G. James cubrió a Devon después de golpearlo con un tubo de plomo.
- Petey Williams ganó el World X Cup Gauntlet.
  - Otros participantes fueron: Minoru Tanaka, Puma, Chris Sabin, Hirooki Goto, Incógnito, Johnny Devine, Sonjay Dutt, Black Tiger IV, Magno, Eric Young, Alex Shelley, Jushin Liger, Shocker, Tyson Dux y Jay Lethal.
  - Williams cubrió a Puma después de un "Canadian Destroyer".
  - Después de la lucha, Kevin Nash interfirió y le aplicó la "Jackknife Powerbomb" a Puma.
- Sting y Samoa Joe derrotaron a Jeff Jarrett & Scott Steiner.
  - Joe cubrió a Jarrett después de un "Muscle Buster".
  - Después de la lucha, Steiner y Jarrett atacaron a Sting, hasta que The James Gang, Rhino y Christopher Daniels llegaron para ayudar a Sting.
- Christian Cage derrotó a Abyss (c/James Mitchell) en un Full Metal Mayhem match reteniendo el Campeonato Mundial Peso Pesado de la NWA.
  - Cage descolgó el título de lo alto del coliseo, ganando la lucha.

### 2007
Sacrifice 2007 tuvo lugar el 13 de mayo del 2007 en Orlando, Florida.
Su frase fue "Give nothing... but take all".
- Chris Sabin derrotó a Jay Lethal y Sonjay Dutt reteniendo el Campeonato de la División X de la TNA.
  - Sabin cubrió a Dutt con un "Roll-up".
  - Después de la lucha, Kevin Nash golpeó a Dutt.
- Robert Roode (con Ms. Brooks) derrotó a Jeff Jarrett.
  - Roode cubrió a Jarrett después de un "The Payoff".
- Christopher Daniels derrotó a Rhino.
  - Daniels cubrió a Rhino después de golpearlo con un bate de béisbol.
- Basham & Damaja (con Christy Hemme) derrotaron a Kip James en un Handicap match.
  - Basham cubrió a James después de un "Diving Headbutt".
  - B.G. James estaba programado para el combate, pero fue atacado antes del combate por Damaja & Basham.
- Chris Harris derrotó a James Storm en un Texas Death match.
  - Storm no pudo levantarse antes de la cuenta de 10 del árbitro después de que Harris le golpeara con una botella de cerveza.
- Jerry Lynn derrotó a Tiger Mask IV, Alex Shelley y Senshi.
  - Lynn cubrió a Shelley con un "Roll-up".
  - Después de la lucha, Shelley y Chris Sabin atacaron a Lynn hasta que llegó Bob Backlund para ayudarlo.
- Team 3D (Brother Ray & Brother Devon) derrotaron a The LAX (Homicide & Hernández) y Scott Steiner & Tomko reteniendo el Campeonato Mundial en Parejas de la TNA.
  - Ray cubrió a Tomko después de un "3D".
  - Después de la lucha, Tomko golpeó a Steiner hasta que Rick Steiner interfirió para ayudarlo.
- Samoa Joe derrotó a A.J. Styles.
  - Joe cubrió a Styles después de un "Millennium Suplex".
- Kurt Angle derrotó a Sting y Christian Cage ganando el vacante Campeonato Mundial Peso Pesado de la TNA.
  - Angle forzó a Sting a rendirse con el "Ankle Lock".
  - Después de la lucha, el árbitro revocó a Angle del título (ya que Angle obtuvo la victoria por rendición y Sting por pinfall al mismo tiempo) y este quedó vacante.

### 2008
Sacrifice 2008 tuvo lugar el 11 de mayo del 2008 en Orlando, Florida.
- DWT Cuartos de final: Team 3D (Brother Ray & Brother Devon) derrotaron a Sting & James Storm.
  - Devon cubrió a Storm después de que Sting lo lanzara desde lo alto de un poste contra una mesa.
- DWT Cuartos de final: Rhino & Christian Cage derrotaron a Booker T & Robert Roode.
  - Rhino cubrió a Roode después de un "Gore".
- DWT Cuartos de final: The Latin American Xchange (Homicide & Hernández) (con Héctor Guerrero y Salinas) derrotaron a Kip James & Matt Morgan.
  - Hernández cubrió a James después de una "Bicycle kick" accidental de Morgan.
- DWT Cuartos de final: A.J. Styles & Super Eric derrotaron a BG James & Awesome Kong.
  - Styles cubrió a James con un "Small Package".
- Kaz derrotó a Jimmy Rave, Johnny Devine, Shark Boy, Curry Man, Jay Lethal, Sonjay Dutt, Chris Sabin, Alex Shelley y Consequences Creed en un TerrorDome match.
  - Kaz ganó tras escapar de la estructura.
  - Kaz se convirtió en el Contendiente N.º 1 por el Campeonato de la División X de la TNA.
- DWT Semi-finales: Team 3D derrotaron a Rhino & Christian Cage.
  - Ray cubrió a Rhino después de golpearlo con un palo de Kendo.
- DWT Semi-finales: The Latin American Xchange (Homicide & Hernández) (con Héctor Guerrero y Salinas) derrotaron a A.J. Styles & Super Eric.
  - Homicide cubrió a Styles después de que Héctor revirtiera la cuenta, haciendo que, en lugar de que Styles cubriera a Homicide, Homicide cubriera a Styles.
- Gail Kim ganó una TNA Knockout Battle royal.
  - Kim ganó después de descolgar de lo alto del coliseo el maletín que contenía un contrato con una oportunidad por el Campeonato Mundial Femenino de la TNA.
  - Otras participantes: O.D.B., Traci Brooks, Christy Hemme, Velvet Sky, Salinas, Angelina Love, Roxxi Laveaux, Rhaka Khan y Jacqueline.
  - Como resultado de la estipulación del combate, Laveaux tuvo que afeitarse la cabeza. Si Kim era derrotada, la entonces finalista (Angelina Love) tendría que afeitarse la cabeza.
  - Kim ganó inmunidad para no afeitarse la cabeza tras ganar un Shears on a Pole match en una edición de iMPACT!.
- DWT Final: The Latin American Xchange (Homicide & Hernández) (con Héctor Guerrero y Salinas) derrotaron a Team 3D ganando el vacante Campeonato Mundial en Parejas de la TNA.
  - Homicide cubrió a Devon después de un "Border Toss" de Hernández y un "Frog Splash" de Homicide.
- Samoa Joe derrotó a Kaz y Scott Steiner reteniendo el Campeonato Mundial Peso Pesado de la TNA.
  - Joe cubrió a Steiner después de un "Muscle Buster".
  - Kurt Angle estaba originalmente en el combate, pero fue sustituido por Kaz tras recaer en una antigua lesión sufrida en Corea.
  - Kaz fue añadido al combate después de que Jim Cornette anunciara previo al TerrorDome match que el ganador de dicho combate sustituiría a Angle.

### 2009
Sacrifice 2009 tuvo lugar el 24 de mayo de 2009 en Orlando, Florida.
- Dark match:Amazing Red derrotó a Kiyoshi
  - Red cubrió a Kiyoshi.
- Jay Lethal, Consequences Creed & Eric Young derrotaron a Sheik Abdul Bashir & The Motor City Machine Guns (Alex Shelley & Chris Sabin)
  - Lethal cubrió a Bashir con un "Roll-up"
- Taylor Wilde derrotó a Daffney (c/ Abyss) en un Knockouts Monster Ball.
  - Wlde cubrió a Daffney tras lanzarla contra un zafacón.
- El Campeón de la División X de TNA Suicide y Daniels lucharon hasta acabar sin resultado.
  - La pelea acabó sin vencedor al acabarse el tiempo.
  - Originalmente, Daniels ganó la lucha con un "Roll-up" tras una interferencia de Alex Shelley, pero Daniels mandó a reiniciar la lucha.
- Angelina Love derrotó a Awesome Kong reteniendo el Campeonato de Knockouts de la TNA
  - Love cubrió a Kong con un "Roll-up" después de usar un spray en los ojos de Kong.
  - Tras la lucha, Kong le aplicó varios "Implant Busters"
- Samoa Joe derrotó a Kevin Nash
  - Joe forzó a Nash a rendirse con una "Tazzmision"
  - Tras la lucha, Joe siguió atacando a Nash.
- Beer Money, Inc. (Robert Roode & James Storm) derrotó a The British Invasion (Brutus Magnus & Doug Williams) (c/ Rob Terry), ganando una oportunidad por el Campeonato Mundial en Parejas de la TNA
  - Roode cubrió a Magnus después de golpearle con un maletín.
- AJ Styles derrotó a Booker T en un I Quit match reteniendo el Campeonato de Leyendas de la TNA
  - Styles ganó la lucha cuando Jenna Morasca tiró la toalla a favor de Boker T.
- Sting derrotó al Campeón Mundial Peso Pesado de la TNA Mick Foley, Kurt Angle y Jeff Jarrett.
  - Sting cubrió a Angle después de un "Super Stroke" de Jarrett contra una silla.
  - Al cubrir a Angle, Sting se convirtió en el líder de The Main Event Mafia.
  - Si Foley era cubierto, perdería su campeonato a favor del que le cubriera.
  - Si Jarrett era cubierto, debía dejar su puesto en la TNA a favor del que le cubriera.
  - Si Sting era cubierto, debía retirarse de la lucha libre profesional.
  - Si Angle era cubierto, perdería el liderazgo de The Main Event Mafia a favor del que le cubriera.

### 2010
Sacrifice 2010 tuvo lugar el 16 de mayo de 2010 desde la Impact Wrestling Zone en Orlando, Florida.
- The Motor City Machine Guns (Alex Shelley & Chris Sabin) derrotaron a Team 3D (Brother Ray & Brother Devon) y Beer Money Inc. (James Storm & Robert Roode) ganando una oportunidad por el Campeonato Mundial en Parejas de la TNA. (13:03)
  - Sabin cubrió a Ray después de un "Skull & Bones" Combination.
- Rob Terry derrotó a Orlando Jordan, reteniendo el Campeonato Global de la TNA. (08:58)
  - Terry cubrió a Jordan después de un "Freakbuster".
  - Después de la lucha, Jordan atacó a Terry.
- Douglas Williams derrotó a Kazarian, ganando el Campeonato de la División X de la TNA.(13:46)
  - Williams cubrió a Kazarian después de un "Chaos Theory"
- Madison Rayne derrotó a Tara reteniendo el Campeonato Femenino de la TNA.(06:31)
  - Rayne cubrió a Tara después de un "Inverted Overdrive".
  - Como consecuencia, Tara se retiró de la lucha libre profesional.
- The Band (Kevin Nash & Scott Hall) derrotaron a Ink Inc. (Shannon Moore & Jesse Neal) reteniendo el Campeonato Mundial en Parejas de la TNA (08:01)
  - Nash cubrió a Neal después de un golpe con un palo de kendo de Brother Ray.
  - Durante la lucha, Eric Young interfirió a favor de The Band.
- Abyss derrotó a Desmond Wolfe. (10:11)
  - Abyss cubrió a Wolfe después de un "Black Hole Slam".
  - Como consecuencia, Abyss ganó a Chelsea como mánager.
  - Si Abyss perdía, Wolfe ganaría el anillo del Hall of Fame de Hulk Hogan.
- Jeff Hardy derrotó a Mr. Anderson.(13:59)
  - Hardy cubrió a Anderson después de un "Swanton".
  - Tras el combate, Anderson le ofreció la mano a Hardy, pero el no se la dio.
- Sting derrotó a Jeff Jarrett. (00:14)
  - Sting cubrió a Jarrett después de un "Scorpion DeathDrop".
  - Antes de la pelea Sting había atacado brutalmente a Jarrett.
- Rob Van Dam derrotó a A.J. Styles reteniendo el Campeonato Mundial Peso Pesado de la TNA. (24:57)
  - RVD cubrió a Styles después de un "Five Star Frog Splash".
  - Ric Flair intervino a favor de Styles, pero Jay Lethal intervino aplicándole a Flair la "Figure 4 Leg-Lock".

### 2011
Sacrifice 2011 tuvo lugar el 15 de mayo de 2011 desde la Impact Wrestling Zone en Orlando, Florida
- Mexican America (Hernández & Anarquía) (con Rosita y Sarita) derrotaron a Ink Inc. (Shannon Moore & Jesse Neal)
  - Hernadez cubrió a Neal después de un "Border Toss"
- Brian Kendrick derrotó a Robbie E (con Cookie)
  - Kendrick cubrió a Robbie después de una patada
- Mickie James derrotó a Madison Rayne reteniendo el Campeonato Femenino de la TNA
  - James cubrió a Rayne después de que Tara golpeara a Rayne con un guante cargado.
  - Como consecuencia, Tara quedó libre de Rayne.
- Kazarian derrotó a Max Buck reteniendo el Campeonato de la División X de la TNA
  - Kazarian cubrió a Buck después de una "Running Shinning Wizard"
- Crimson derrotó a Abyss
  - Crimson cubrió a Abyss después de un "Red Sky"
- Beer Money, Inc. (James Storm & Robert Roode) derrotaron a Immortal (Matt Hardy & Chris Harris) reteniendo el Campeonato Mundial en Parejas de la TNA
  - Storm cubrió a Harris después de un "Death Sentence"
  - Esta fue la última lucha de Matt en la TNA.
- Tommy Dreamer derrotó a A.J. Styles en un No Disqualification Match
  - Dreamer cubrió a Styles después de un "Texas Piledriver" sobre una mesa.
  - Durante la lucha, Bully Ray intervino a favor de Dreamer, mientras que Daniels intervino a favor de Styles
- Kurt Angle & Chyna derrotaron a Jeff Jarrett & Karen Jarrett
  - Chyna forzó a Karen a rendirse con un "Angle Lock"
- Sting derrotó a Rob Van Dam reteniendo el Campeonato Mundial Peso Pesado de la TNA
  - Sting cubrió a RVD después de dos "Scorpion Death Drops".
  - Después de la lucha, RVD celebró junto a Sting.

### 2012
Sacrifice 2012 tuvo lugar el 13 de mayo de 2012 desde la Impact Wrestling Zone en Orlando, Florida
- Christopher Daniels & Kazarian derrotaron a Samoa Joe & Magnus ganando los Campeonatos Mundiales en Parejas de la TNA.
  - Kazarian cubrió a Magnus.
- Gail Kim derrotó a Brooke Tessmacher reteniendo el Campeonato de Knockouts de la TNA.
  - Kim cubrió a Tessmacher con un "Roll-Up" apoyándose en las cuerdas.
- Devon derrotó a Robbie E y Robbie T reteniendo el Campeonato Televisivo de la TNA.
  - Devon cubrió a Robbie T con un "Roll-Up"
- Mr. Anderson derrotó a Jeff Hardy
  - Anderson cubrió a Hardy con un "Roll-Up"
  - Hardy rompió la cuenta justo cuando el árbitro contó 3, pero le fue dada la victoria a Anderson.
- Crimson derrotó a Eric Young (con ODB)
  - Crimson cubrió a Young después de un "Red Sky"
- Austin Aries derrotó a Bully Ray.
  - Aries forzó a Ray a rendirse con un "Last Chancery".
- Kurt Angle derrotó a A.J. Styles
  - Angle forzó a Styles a rendirse con un "Angle Lock"
  - Durante el combate, Christopher Daniels y Kazarian interfirieron atacando a Styles.
- Bobby Roode derrotó a Rob Van Dam en un Ladder Match reteniendo el Campeonato Mundial Peso Pesado de la TNA.
  - Roode ganó tras descolgar el campeonato.

### 2014
Sacrifice 2014 tuvo lugar el 27 de abril de 2014 desde la Impact Wrestling Zone en Orlando, Florida.
- The Wolves (Eddie Edwards & Davey Richards) derrotaron a The BroMans (Robbie E, Jessie Godderz & DJ Z) en un 3-on-2 Handicap No Disqualification Match ganando los Campeonatos Mundiales en Pareja de la TNA.
  - Richards cubrió a Robbie después de un "Double Foot Stomp".
- Mr. Anderson (con Christy Hemme) derrotó a Samuel Shaw en un Committed Match.
  - Anderson ganó la lucha después de meter a Shaw dentro de la furgoneta tras aplicarle de un "Mic Check" sobre el parachoques.
  - Durante la lucha, Hemme interfirió a favor de Anderson.
- Kurt Angle & Willow derrotaron a Ethan Carter III & Rockstar Spud.
  - Willow cubrió a Spud después de un "Angle Slam" de Angle y un "Swanton Bomb".
- Sanada derrotó a Tigre Uno reteniendo el Campeonato de la División X de la TNA.
  - Sanada cubrió a Uno después de un "Moonsault".
  - Después de la lucha, Sanada levantó la mano de Uno en señal de respeto.
  - Este fue el tercer combate de un Best-of-Three series.
- Gunner derrotó a James Storm en un "I Quit" Match.
  - Gunner forzó a Storm a decir "I Quit" al enterrarle un pedazo de vidrio en la frente.
- Angelina Love (con Velvet Sky) derrotó a Madison Rayne ganando el Campeonato de Knockouts de la TNA.
  - Love cubrió a Rayne después de que Sky le echara gas pimienta en los ojos.
  - Durante la lucha, Sky intervino a favor de Love distrayendo al árbitro.
- Bobby Roode derrotó a Bully Ray en un Tables Match.
  - Roode ganó la lucha después de que Dixie Carter empujara a Ray desde la tercera cuerda contra una mesa.
  - Durante la lucha, Ray le aplicó a Roode un "Bully Bomb" sobre una mesa, pero el árbitro estaba inconsciente.
- Eric Young derrotó a Magnus reteniendo el Campeonato Mundial Peso Pesado de la TNA.
  - Young cubrió a Magnus después de un "Piledriver" y un "Diving Elbow Drop".

### 2016
Sacrifice 2016 (también llamado Impact Wrestling: Sacrifice) tuvo lugar el 19 de marzo de desde el Impact Zone en Orlando, Florida. A diferencia de los anteriores eventos, este evento no fue celebrado en pago por visión (PPV), sino que fue presentado como una edición especial del programa televisivo semanal de TNA, Impact Wrestling.
- Drew Galloway derrotó a Tyrus (con Rockstar Spud) reteniendo el Campeonato Mundial Pesado de la TNA. (7:55)
  - Galloway cubrió a Tyrus después de un «Future Shock».
  - Durante la lucha, Spud intervino a favor de Tyrus distrayendo al árbitro.
- Rosemary (con Crazzy Steve derrotó a Gail Kim. (6:08)
  - Rosemary cubrió a Gail después de un «The Red Wedding».
  - Durante la lucha, Crazy Steve y Maria Kanellis intervinieron a favor de Rosemary.
- Decay (Abyss & Crazzy Steve) (con Rosemary) derrotaron a Beer Money, Inc. (Bobby Roode & James Storm) en un Valley of Shadows Match ganando el Campeonato Mundial en Parejas de la TNA. (14:10)
  - Abyss cubrió a Roode después de un «Chokeslam» sobre unas tachuelas.
  - Durante la lucha Rosemary intervino a favor de Decay.
- Bram derrotó a Eric Young en un Falls Count Anywhere Match ganando el Campeonato del Rey de la Montaña de la TNA. (6:34)
  - Bram cubrió a Young después de un «The Brighter Side of Suffering» sobre una mesa.
- Mike Bennett (con Maria Kanellis) derrotó a Ethan Carter III en un No Disqualification Match. (11:11)
  - Mike cubrió a EC3 después de revertir un «Cobra Clutch».
  - Durante la lucha, Maria intervino a favor de Bennett empujando al árbitro.

### 2020
Sacrifice fue el undécimo evento de lucha profesional Impact Plus de Sacrifice producido por Impact Wrestling en conjunto con Ohio Valley Wrestling. El evento tuvo lugar el 22 de febrero de 2020 en el Davis Arena en Louisville, Kentucky y se transmitió exclusivamente en Impact Plus.
- Rohit Raju derrotó a Corey Storm. (06:30)
  - Raju cubrió a Storm después de un «Diving Stomp».
- The North (Ethan Page & Josh Alexander) (c) derrotaron a The Rascalz (Trey & Wentz) y retuvieron el Campeonatos Mundiales de Impact. (20:16)
  - Alexander cubrió a Wentz después de un «Burning Hammer», seguido de un «Spìnebuster».
- Kiera Hogan derrotó a Ray Lyn. (11:05)
  - Hogan cubrió a Lyn después de un «Nothern Light Suplex»
- Willie Mack derrotó a Jay Bradley. (06:13)
  - Mack cubrió a Bradley después de un «Frog Splash»
- Acey Romero & Larry D derrotaron a oVe (Dave Crist & Madman Fulton) (con Jake Crist). (13:46)
  - Romero cubrió a Crist «Shoulder Tackle»
  - Después de la lucha, oVe atacaron a Romero & Larry D, pero fueron detenidos por Daga
- Daga derrotó a Jake Crist. (16:19)
  - Daga cubrió a Crist después de un «Daga Suplex»
- Joey Ryan derrotó a Johnny Swinger. (07:29)
  - Ryan cubrió a Swinger después de un «Sweet Tooth Music»
- Jordynne Grace derrotó a Havok y retuvo el Campeonato Knockouts de Impact! (05:34)
  - El árbitro detuvo la lucha después que Grace dejara inconsciente a Havok.
- Rhino derrotó a Moose por descalificación. (02:26)
  - Moose fue descalificado después que le apilcara un «Low Blow» a Rhino
- Moose derrotó a Rhino en un No Disqualafication Match. (11:49)
  - Moose cubrió a Rhino después de un «Spear»
- La Campeona Mundial de Impact! Tessa Blanchard derrotó al Campeón de la División X de Impact! Ace Austin en un Champion vs. Champion Match. (18:32)
  - Blanchard cubrió a Austin después de un «Magnum»
  - Ambos títulos no estuvieron en juego

### 2021
Impact Sacrifice 2021 tuvo lugar el 13 de marzo del 2021 en el Skyway Studios en Nashville, Tennessee, debido a la pandemia de COVID-19. El evento fue transmitido en exclusiva a través de Impact Plus.
- Decay (Crazzy Steve & Black Taurus) (con Rosemary) derrotaron a Reno Scum (Adam Thornstowe & Luster the Legend).
  - Taurus cubrió a Thornstowe después de un «Taurus Bomb».
  - Durante la lucha, Rosemary interfirió a favor de Decay.
- Tenille Dashwood & Kaleb with a K derrotaron a Havok & Nevaeh.
  - Dashwood cubrió a Nevaeh con un «Roll-Up».
- Violent by Design (Joe Doering & Deaner) (con Eric Young) derrotaron a Beer Guns (Chris Sabin & James Storm) (con Jake Something).
  - Deaner cubrió a Sabin después de un «Gore» de Rhino.
  - Durante la lucha, Young interfirió a favor de Violence by Design, mientras que Something interfirió a favor de Beer Guns.
- Eddie Edwards derrotó a Brian Myers en un Hold Harmless Match.
  - Edwards cubrió a Myres después de un «Boston Knee Party».
  - Durante la lucha, Hernández interfirió a favor de Myers, mientras que Matt Cardona interfirió a favor de Edwards.
- Fire 'N Flava (Kiera Hogan & Tasha Steelz) derrotaron a Jordynne Grace & Jazz y retuvieron el Campeonato de Knockouts en Parejas de Impact.
  - Hogan cubrió a Grace después de un «Face the Music».
- Ace Austin (con Madman Fulton) derrotó a TJP y ganó el Campeonato de la División X de Impact.
  - Austin cubrió a TJP después de un «The Fold».
- Deonna Purrazzo (con Kimber Lee & Susan) derrotó a ODB y retuvo el Campeonato de Knockouts de Impact.
  - Purrazzo forzó a ODB a rendirse con un «The Venus De Milo».
  - Durante la lucha, Lee y Susan interfirieron a favor de Purrazzo, pero fueron expulsadas por el árbitro.
- FinJuice (David Finlay & Juice Robinson) derrotaron a The Good Brothers (Doc Gallows & Karl Anderson) y ganaron el Campeonato Mundial en Parejas de Impact.
  - Finlay cubrió a Anderson después de un «Doomsday Special».
- El Campeón Mundial de Impact Rich Swann derrotó a Moose y ganó el Campeonato Mundial Peso Pesado de TNA.
  - Swann cubrió a Moose después de un «Crucifix Bomb».
  - Ambos campeonatos estuvieron en juego.

### 2022
Impact Sacrifice 2022 tuvo lugar el 5 de marzo del 2022 en el Old Forester’s Paristown Hall en Louisville, Kentucky. El evento fue transmitido en exclusiva a través de Impact Plus.
- Pre-show: Lady Frost derrotó a Gisele Shaw.
  - Frost cubrió a Shaw después de un «Moonsault».
- Pre-show: Rich Swann & Willie Mack derrotaron a The OGK (Matt Taven & Mike Bennett) (con Maria Kanellis).
  - Swann cubrió a Bennett con un «Roll-Up».
- Trey derrotó a Jake Something y retuvo el Campeonato de la División X de Impact.
  - Trey cubrió a Something después de un «Meteora».
- Eddie Edwards derrotó a Rhino.
  - Edwards cubrió a Rhino después de un «Boston Knee Party».
  - Durante la lucha, Honor No More (Matt Taven, Mike Bennett, Kenny King & Maria Kanellis) interfirió a favor de Edwards, mientras que Rich Swann, Willie Mack & Chris Sabin interfirieron a favor de Rhino.
  - Durante la lucha, Steve Maclin atacó a Rhino.
- The Influence (Madison Rayne & Tenille Dashwood) (con Kaleb with a K) derrotaron a The IInspiration (Cassie Lee & Jessie McKay) y ganaron el Campeonato de Knockouts en Parejas de Impact.
  - Dashwood cubrió a Lee después de atacarla con el título.
  - Durante la lucha, Kaleb interfirió a favor de The Influence.
- JONAH derrotó a PCO.
  - JONAH cubrió a PCO después de un «Tsunami».
- Jay White derrotó a Alex Shelley.
  - White cubrió a Shelley después de un «Blade Runner».
- La lucha entre la Campeona Mundial Femenina de ROH Deonna Purrazzo y Chelsea Green terminó sin resultado.
  - El árbitro detuvo la lucha después de que Green no pudiera seguir debido a que se lesionara el brazo.
  - Como resultado, Purrazzo retuvo el título.
  - Después de la lucha, Purrazzo atacó a Green, pero fue detenida por Mickie James.
  - El Campeonato Reina de Reinas de AAA no estuvo en juego.
- Tasha Steelz (con Savannah Evans) derrotó a Mickie James y ganó el Campeonato de Knockouts de Impact.
  - Steelz cubrió a James después de un «Cutter» en el aire.
  - Durante la lucha, Evans interfirió a favor de Steelz.
- Violent by Design (Joe Doering & Eric Young) (con Deaner) derrotaron a The Good Brothers (Doc Gallows & Karl Anderson) (con Chris Bey) y ganaron el Campeonato Mundial en Parejas de Impact.
  - Doering cubrió a Anderson después de un «Clothesline Powerbomb».
- Moose derrotó a Heath y retuvo el Campeonato Mundial de Impact.
  - Moose cubrió a Heath después de un «Lights Out Spear».
  - Después de la lucha, Josh Alexander atacó a Moose.

### 2023
Impact Sacrifice 2023 tendrá lugar el 24 de marzo de 2023 en el St. Clair College en Windsor, Ontario, Canadá. El evento será transmitido en exclusiva a través de TNA +.
- Pre-Show: Eddie Edwards derrotó a Bhupinder Gujjar. 
  - Edwards cubrió a Gujjar después de un «Boston Knee Party».
- Pre-Show: Rosemary (con Jessicka) derrotó a KiLynn King (con Taylor Wilde). 
  - Rosemary cubrió a King después de un «Spear».
  - Durante la lucha, Wilde intervino a favor de King pero fue detenida por Jessicka.
- Mike Bailey derrotó a Jonathan Gresham. 
  - Bailey forzó a Gresham a rendirse con un «Ankle Lock».
- Joe Hendry derrotó a Brian Myers y retuvo el Campeonato de los Medios Digitales de Impact.
  - Hendry cubrió a Myers después de un «Standing Ovation».
- Deonna Purrazzo derrotó a Gisele Shaw (con Savannah Evans & Jai Vidal).
  - Purrazzo forzó a Shaw a rendirse con un «Fujiwara Armbar».
  - Después de la lucha, Evans y Vidal atacaron a Purrazzo, pero ambas fueron atacadas por Tasha Steelz.
- PCO derrotó a Kenny King (con Eddie Edwards).
  - PCO cubrió a King después de darle un golpe con una silla.
  - Durante la lucha, Edwards intervino a favor de King.
- Trey derrotó a Lince Dorado y retuvo el Campeonato de la División X de Impact. 
  - Trey cubrió a Dorado con un «Roll Up».
- Bullet Club (Ace Austin & Chris Bey) derrotaron a TMDK (Bad Dude Tito & Shane Haste) y retuvieron el Campeonato Mundial en Parejas de Impact.
  - Austin cubrió a Tito después de un «The Fold».
- Bully Ray derrotó a Tommy Dreamer en un Busted Open Match.
  - Ray ganó la lucha al tirar a Dreamer contra tachuelas, haciendo que sangre.
  - Durante la lucha, Jason Hotch y John Skyler interfirieron a favor de Ray.
  - Después de la lucha, Hotch, Skyler y Ray atacaron a Dreamer pero fueron detenidos por Yuya Uemura, Scott D'Amore, Heath, Rhyno, Darren McCarty, Joe Hendry, Mike Bailey y Jonathan Gresham.
- Time Machine (Alex Shelley, Chris Sabin & KUSHIDA) derrotaron a Steve Maclin, Rich Swann & Frankie Kazarian.
  - KUSHIDA forzó a Maclin a rendirse con un «9469».
  - Originalmente Josh Alexander iba a participar de la lucha, pero fue reemplazado por Maclin debido a una lesión.

### 2024
Sacrifice 2024 tuvo lugar el 8 de marzo de 2024 desde el Windsor, Ontario, Canadá. El evento fue transmitido en exclusiva a través de TNA Plus.
- Pre-Show: Crazzy Steve derrotó a Joe Hendry y retuvo el Campeonato de los Medios Digitales de TNA.
  - Steve cubrió a Hendry después de un «Belladonna's Kiss».
  - Originalmente Laredo Kid iba a participar de la lucha, pero fue reemplazado por Hendry debido a problemas de viaje.
- Pre-Show: The Rascalz (Trey & Zachary Wentz) derrotó a Speedball Mountain (Mike Bailey & Trent Seven).
  - Wentz cubrió a después de un «Meteora» de Trey, seguido de un «Swanton Bomb».
- Nic Nemeth derrotó a Steve Maclin.
  - Nemeth cubrió a Maclin después de un «Danger Zone».
  - El Campeonato Global Peso Pesado de la IWGP de Nemeth no estuvo en juego.
- The System (Eddie Edwards & Brian Myers) (con Alisha) derrotó a ABC (Ace Austin & Chris Bey) y ganó el Campeonato Mundial en Parejas de TNA.
  - Edwards cubrió a Austin después de un «Boston Knee Party».
  - Durante la lucha, Alisha interfirió a favor de The System.
- PCO derrotó a Kon en un No Disqualification Match.
  - PCO cubrió a Kon después de un «PCO-Sault» sobre unas sillas.
- Spitfire (Dani Luna & Jody Threat) derrotó a MK Ultra (Masha Slamovich & Killer Kelly) y ganó el Campeonato de Knockouts en Parejas de TNA.
  - Threat cubrió a Kelly con un «Roll-Up» después de que Luna sacó a Slamovich del ring.
  - El combate comenzó después de un rápido ataque de MK Ultra a Spitfire.
- Hammerstone derrotó a Josh Alexander.
  - Hammerstone cubrió a Alexander después de un «Nightmare Pendulum».
- Mustafa Ali & Grizzled Young Veterans (James Drake & Zack Gibson) derrotaron a Time Machine (Alex Shelley, Chris Sabin & KUSHIDA).
  - Ali cubrió a Sabin después de un «450 Splash».
- Jordynne Grace derrotó a Tasha Steelz y Xia Brookside y retuvo el Campeonato Mundial de Knockouts de TNA.
  - Grace cubrió a Brookside después de un «Juggernaut Driver».
  - Ash By Elegance y The Personal Concierge estuvieron presentes en ringside pero fueron atacados accidentalmente por Steelz y Brookside.
- Moose derrotó a Eric Young y retuvo el Campeonato Mundial de TNA.
  - Moose cubrió a Young después de un «Lights Out Spear».
  - Durante la lucha, The System (Eddie Edwards & Brian Myers) y Frankie Kazarian interfirieron a favor de Moose.

### 2025
Sacrifice 2025 tuvo lugar el 14 de marzo del 2025 desde el El Paso County Coliseum en El Paso, Texas. El evento fue transmitido en exclusiva a través de TNA Plus, y contó con la participación de luchadores perteneciente a la marca NXT.
- Pre-Show: First Class (AJ Francis & KC Navarro) derrotó a The Aztec Warriors (Laredo Kid & Octagón Jr.).
  - Navarro cubrió a Kid después de un «Blessing in Disguise».
- Mance Warner (con Steph De Lander) derrotó a Sami Callihan en un Street Fight.
  - Warner cubrió a Callihan después de un «Running Knee».
  - Durante la lucha, De Lander interfirió a favor de Warner.
- Tessa Blanchard derrotó a Lei Ying Lee.
  - Blanchard cubrió a Lee después de un «Magnum» desde la tercera cuerda.
- Ace Austin & The Rascalz (Trey & Zachary Wentz) derrotaron a Wes Lee, Tyson Dupont & Tyriek Igwe.
  - Wentz cubrió a Lee después de un «Spiral Tap».
- Steve Maclin derrotó a Frankie Kazarian.
  - Maclin cubrió a Kazarian después de un «KIA».
- Ash by Elegance, Heather by Elegance & The Personal Concierge derrotaron a Spitfire (Dani Luna & Jody Threat) en un 3-on-2 Handicap Match y ganaron el Campeonato Mundial de Knockouts en Parejas de TNA.
  - Ash cubrió a Threat después de un «Double Stomp».
  - Después de la lucha, The Meta-Four (Lash Legend & Jakara Jackson) confrontaron a Ash & Heather.
- Mustafa Ali (con Jason Hotch, John Skyler & Tasha Steelz) derrotó a Mike Santana.
  - Ali cubrió a Santana con un «Roll-Up».
  - Durante la lucha, The Great Hands y Steelz interfirieron a favor de Ali.
- Masha Slamovich derrotó a Cora Jade y retuvo el Campeonato Mundial de Knockouts de TNA.
  - Slamovich cubrió a Jade después de un «Requiem».
- Moose (con Alisha) derrotó a Jeff Hardy en un Ladder Match y retuvo el Campeonato de la División X de TNA.
  - Moose ganó la lucha después de descolgar el campeonato.
  - Durante la lucha, Alisha interfirió a favor de Moose.
- Joe Hendry, Matt Hardy, Elijah, Leon Slater & Nic Nemeth derrotaron a The System (Eddie Edwards, Brian Myers & JDC) & The Colóns (Orlando Colón & Eddie Colón) en un Steel Cage Match.
  - Hardy cubrió a JDC después de un «Twist of Fate» sobre una silla.
  - Después de la lucha, Nic & Ryan Nemeth atacaron a Hardy.